# Władimir Tokariew
Władimir Nikołajewicz Tokariew, ros. Влади́мир Николаевич То́карев (ur. 6 lipca 1867, zm. 27 czerwca 1915 w Glinianach) – generał Armii Imperium Rosyjskiego.

## Życiorys
Urodził się 6 lipca 1867 w guberni wileńskiej, w rodzinie szlacheckiej. Służbę wojskową rozpoczął w 1885. Po ukończeniu Korpusu Kadetów, wstąpił do 1 Pawłowskiej Szkoły Wojskowej, którą ukończył w 1887. W tym samym roku rozpoczął służbę w stopniu podporucznika w 106 Ufimskim Pułku Piechoty. W 1901 ukończył Akademię Sztabu Generalnego.
W okresie 07.04.1905 – 24.05.1913 służył w Warszawskim Okręgu Wojskowym. W 4 Dywizji Piechoty pełnił funkcję szefa sztabu (Начальник штаба).
6 czerwca 1913 roku Tokarew objął dowództwo jednego z najlepszych pułków armii Imperium Rosyjskiego – 9 Syberyjskiego Pułku Grenadierów Jego Wysokości Wielkiego Księcia Mikołaja Mikołajewicza Starszego ((ros.) 9-й гренадерский Сибирский генерал-фельдмаршала Великого Князя Николая Николаевича полк).
Po wybuchu I wojny światowej pułk został wysłany na ziemie zachodnie Imperium. 15 sierpnia 1914 roku jednostka dotarła do Chełma. Jednostka pod dowództwem Tokarewa brała udział w walkach toczonych na jesieni 1914 roku w okolicach Zamościa, Jarosławia, Przeworska i Puław. W maju i czerwcu 1915 Tokarew uczestniczył w bitwie pod Opatowem. 18 czerwca 1915 roku pułkownik Tokarew został mianowany na stopień generała majora wraz z przydziałem na szefa sztabu VII Syberyjskiego Korpusu Armijnego. W czasie walk w dniu 26 czerwca generał Tokarew poprowadził atak batalionu dowodzonego przez siebie pułku na linie obrony austriackiej w okolicach Glinian koło Ożarowa. W czasie walki został ranny w biodro; z powodu uszkodzenia arterii biodrowej zmarł 27 czerwca w godzinach porannych.
28 czerwca generał Ołeksandr Rohoza zwrócił się, w telegramie do sztabu Naczelnego Dowództwa, z wnioskiem o nadanie Władimirowi Mikołajewiczowi Tokarewowi orderu św. Jerzego 3. klasy. Odznaczenie to nadano Tokarewowi 31 grudnia 1915. 29 sierpnia 1915 został odznaczony pośmiertnie orderem św. Stanisława 1 kl. z Mieczami.

## Awanse[5]
- podporucznik – 1887
- porucznik – 1890
- kapitan – 1899
- podpułkownik – 1903
- pułkownik – 1907
- generał major (генерал-майор) – 1915